# Кулиходжа
Кулиходжа (тадж. Кӯлихоҷа) — село в джамоате (сельской общине) Шайдон Аштского района Согдийской области Таджикистана. От Кулиходжи до центра общины 18 км, до центра района 18 км. Население 1821 человек (2017 год), таджики.

## Источник
- Административное деление Республики Таджикистан Душанбе : СИЭМТ, 2017. — 580 с. — ISBN 978-99947-33-68-2